# Zico
Arthur Antunes Coimbra (Zico, født 3. marts 1953 i Rio de Janeiro) er en tidligere brasiliansk fodboldspiller. I dag er han træner.
Under sin karriere som spiller blev han betragtet som blandt verdens allerbedste driblere og muligvis verdens bedste spiller i starten af 1980'erne. Som træner har han stået i spidsen for bl.a. Japans fodboldlandshold under VM i 2006 og vandt AFC Asian Cup 2004, samt ledte tyrkiske Fenerbahçe til en kvartfinaleplads under Champions League 2007/08.
Han tiltrådte i efteråret 2011 som landstræner for Iraks fodboldlandshold.